# Las Palmas de Gran Canaria
Las Palmas de Gran Canaria, detta semplicemente Las Palmas, è un comune spagnolo di 378 797 abitanti, città principale dell'isola di Gran Canaria nella comunità autonoma delle Canarie (di cui, insieme a Santa Cruz de Tenerife, è il capoluogo), nonché capoluogo della provincia di Las Palmas. 
Il comune si estende per 100,55 km² (ISTAC, 2003), con un'altitudine di 8 metri sul livello del mare. È la più grande città delle Isole Canarie e la zona attorno alla città conta oltre 600 000 abitanti, costituendo così la maggiore area metropolitana delle Canarie e la nona della Spagna. La città, la più cosmopolita delle Isole Canarie, ha diverse spiagge, la più famosa delle quali è la spiaggia di Las Canteras, considerata una delle migliori spiagge urbane del mondo.
Situata nella zona nord-orientale dell'isola di Gran Canaria, a circa 150 km dalla costa del Marocco, nell'Oceano Atlantico, ha spesso clima desertico, mitigato dalla corrente delle Canarie, facendo registrare spesso temperature piuttosto calde nel corso dell'anno e precipitazioni scarse. La temperatura media annua si aggira sui 21 °C. Secondo una ricerca dell'Università di Syracuse (Stati Uniti) gode del migliore clima al mondo.

## Storia
La città fu fondata da Juan Rejón nel 1478, divenendo nel secolo seguente un importante scalo sulla rotta delle Americhe. Nel 1599 venne saccheggiata e, in parte, distrutta dai pirati olandesi, ma la sua ripresa fu rapida. Nel corso del Settecento e dell'Ottocento ricevette numerosi immigrati europei provenienti, oltre che dalla Spagna anche dal Portogallo, dall'Italia e da altri paesi europei. Nel 1852 Las Palmas de Gran Canaria divenne porto franco, imponendosi nei decenni seguenti come uno fra i più importanti scali marittimi spagnoli.

## Società

### Evoluzione demografica
La città negli ultimissimi anni è cresciuta, sia urbanisticamente che demograficamente, con il conseguente innalzamento socioeconomico. Oggi è la più popolata città delle Canarie, e una delle più importanti della Spagna. L'inizio dei lavori di un gigantesco ampliamento del Puerto de La Luz e il già avanzato progetto di ampliamento dell'aeroporto, situato a sud, sono il sintomo di questa crescita. A questo proposito va segnalato che l'aeroporto di Gran Canaria è il quinto di Spagna per numero di passeggeri transitati (10.300.000 nel 2007).

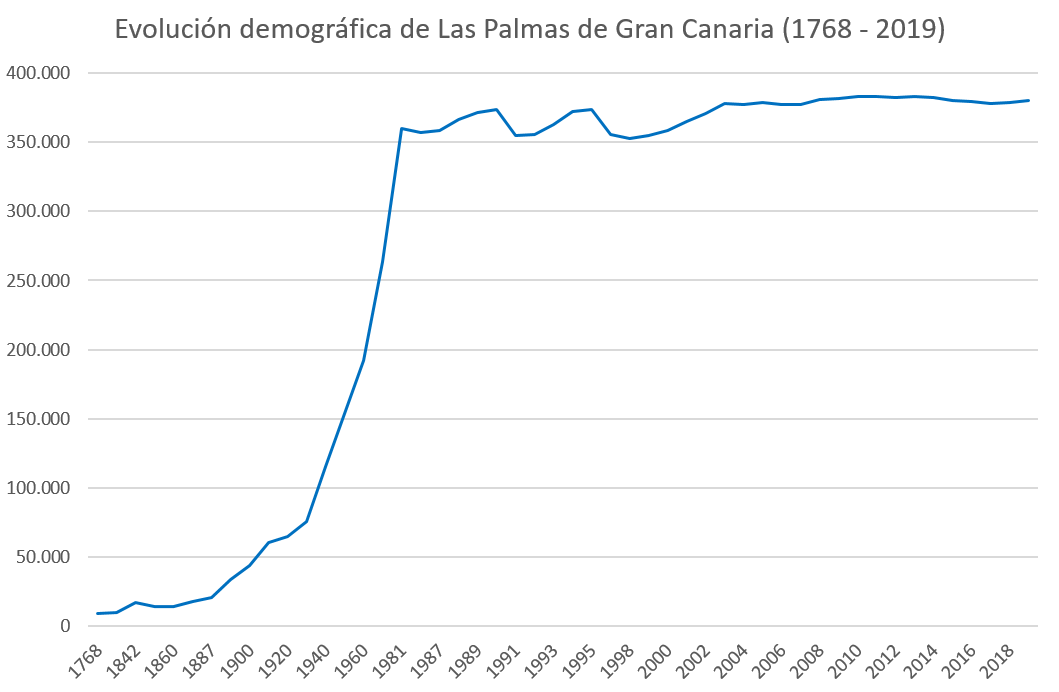
Evoluzione demografica di Las Palmas (fino al 2019)

## Monumenti storici
- Cattedrale di Sant'Anna
- Casa museo di Cristoforo Colombo
- Ermita de San Antonio Abad o Cappella di Sant'Antonio Abate (Las Palmas de Gran Canaria), dove Cristoforo Colombo pregò prima di continuare il suo primo viaggio verso le Americhe
- Museo Canario

### Territorio

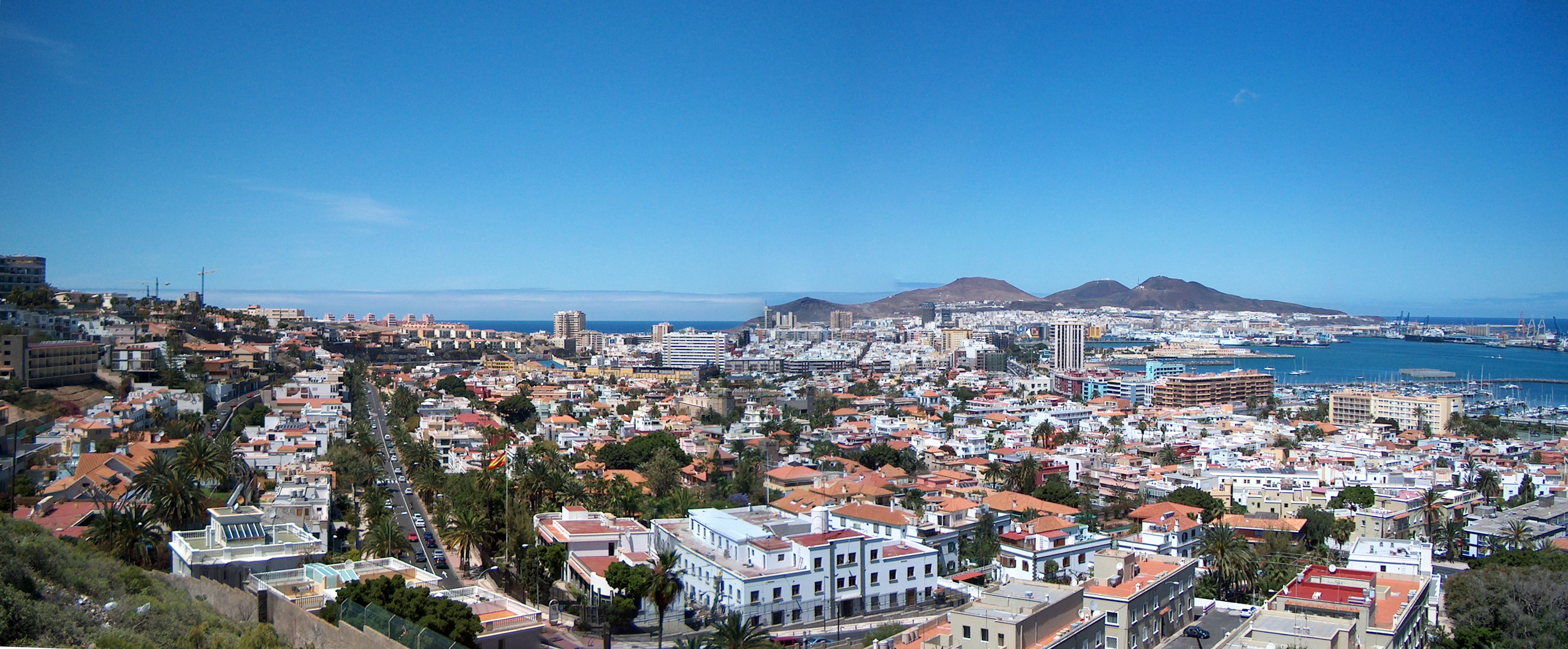
Veduta panoramica della città di Las Palmas

## Geografia fisica

### Clima
Secondo i risultati di uno studio condotto dal climatologo statunitense Thomas Whitimore, dell'Università di Syracuse negli Stati Uniti, Las Palmas de Gran Canaria risulta essere la città con il miglior clima al mondo (studio pubblicato dal quotidiano USA Today).
| Parametri climatici medi di Las Palmas | Parametri climatici medi di Las Palmas | Parametri climatici medi di Las Palmas | Parametri climatici medi di Las Palmas | Parametri climatici medi di Las Palmas | Parametri climatici medi di Las Palmas | Parametri climatici medi di Las Palmas | Parametri climatici medi di Las Palmas | Parametri climatici medi di Las Palmas | Parametri climatici medi di Las Palmas | Parametri climatici medi di Las Palmas | Parametri climatici medi di Las Palmas | Parametri climatici medi di Las Palmas | Parametri climatici medi di Las Palmas |
| Mese                                   | Gen                                    | Feb                                    | Mar                                    | Apr                                    | Mag                                    | Giu                                    | Lug                                    | Ago                                    | Set                                    | Ott                                    | Nov                                    | Dic                                    | Anno                                   |
| -------------------------------------- | -------------------------------------- | -------------------------------------- | -------------------------------------- | -------------------------------------- | -------------------------------------- | -------------------------------------- | -------------------------------------- | -------------------------------------- | -------------------------------------- | -------------------------------------- | -------------------------------------- | -------------------------------------- | -------------------------------------- |
| Temperatura media (°C)                 | 17,6                                   | 17,9                                   | 18,6                                   | 18,9                                   | 20,0                                   | 21,7                                   | 23,5                                   | 24,2                                   | 24,1                                   | 22,8                                   | 20,9                                   | 18,7                                   | 20,7                                   |
| Precipitazioni in mm                   | 18                                     | 24                                     | 14                                     | 7                                      | 2                                      | 0                                      | 0                                      | 0                                      | 10                                     | 13                                     | 18                                     | 27                                     | 134                                    |
| Fonte: aemet.es Clima di las Palmas    |                                        |                                        |                                        |                                        |                                        |                                        |                                        |                                        |                                        |                                        |                                        |                                        |                                        |

## Sport
La squadra calcistica cittadina è l'Unión Deportiva Las Palmas, chiamata semplicemente Las Palmas e attualmente militante in Primera División.
In città ha sede la squadra di pallacanestro Club Baloncesto Gran Canaria che disputa la massima serie del campionato spagnolo.

## Trasporti
La città dispone di un sistema di trasporto pubblico urbano gestito dalla compagnia Guaguas Municipales, che opera una rete di autobus all'interno del territorio comunale. Inoltre, è attivo un servizio di bike sharing denominato Sítycleta, disponibile in diverse aree della capitale, con l’obiettivo di promuovere la mobilità sostenibile.

## Amministrazione

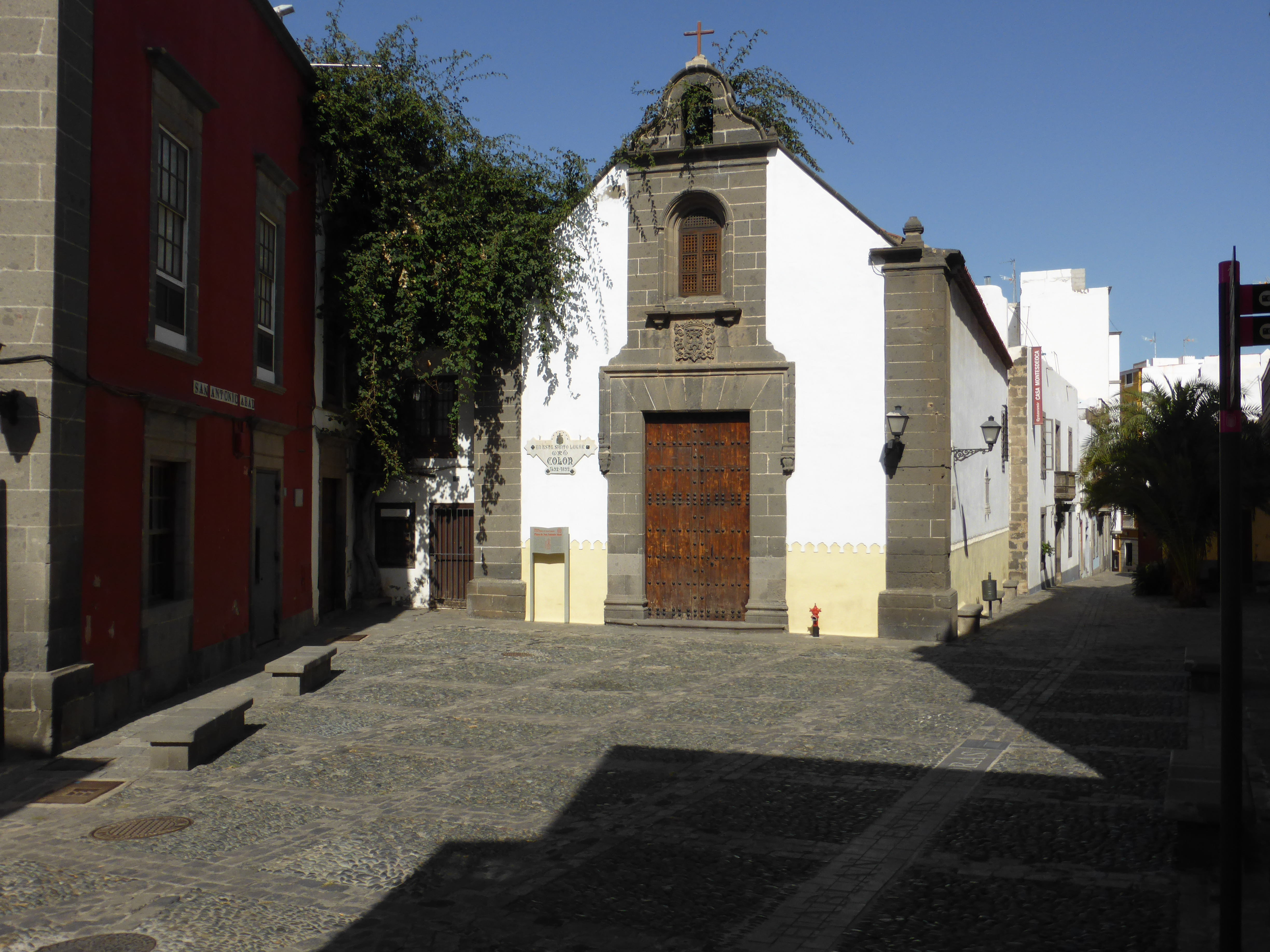
Cappella (Ermita) di Sant'Antonio abate. Secondo la tradizione, vi pregò Cristoforo Colombo prima di partire per il suo primo viaggio verso le Indie

### Gemellaggi
La città di Las Palmas è gemellata con le seguenti città:
- San Antonio
- Garachico
- Nouadhibou
- Palma di Maiorca

Inoltre, il comune ha approvato in plenaria volontà gemellaggio con le seguenti città, se non sono ben formalizzati questi gemellaggi:

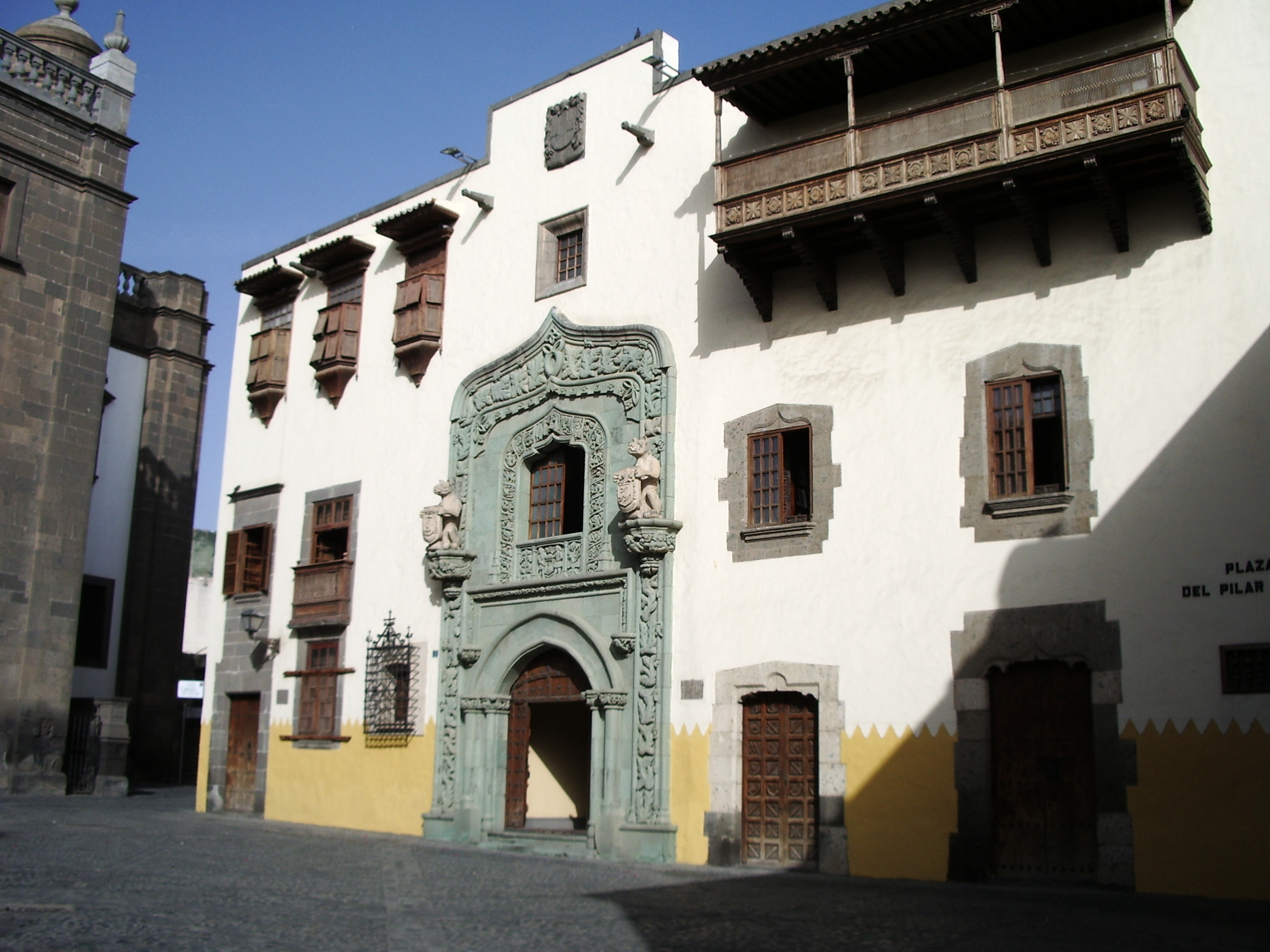
Casa-museo di Cristoforo Colombo

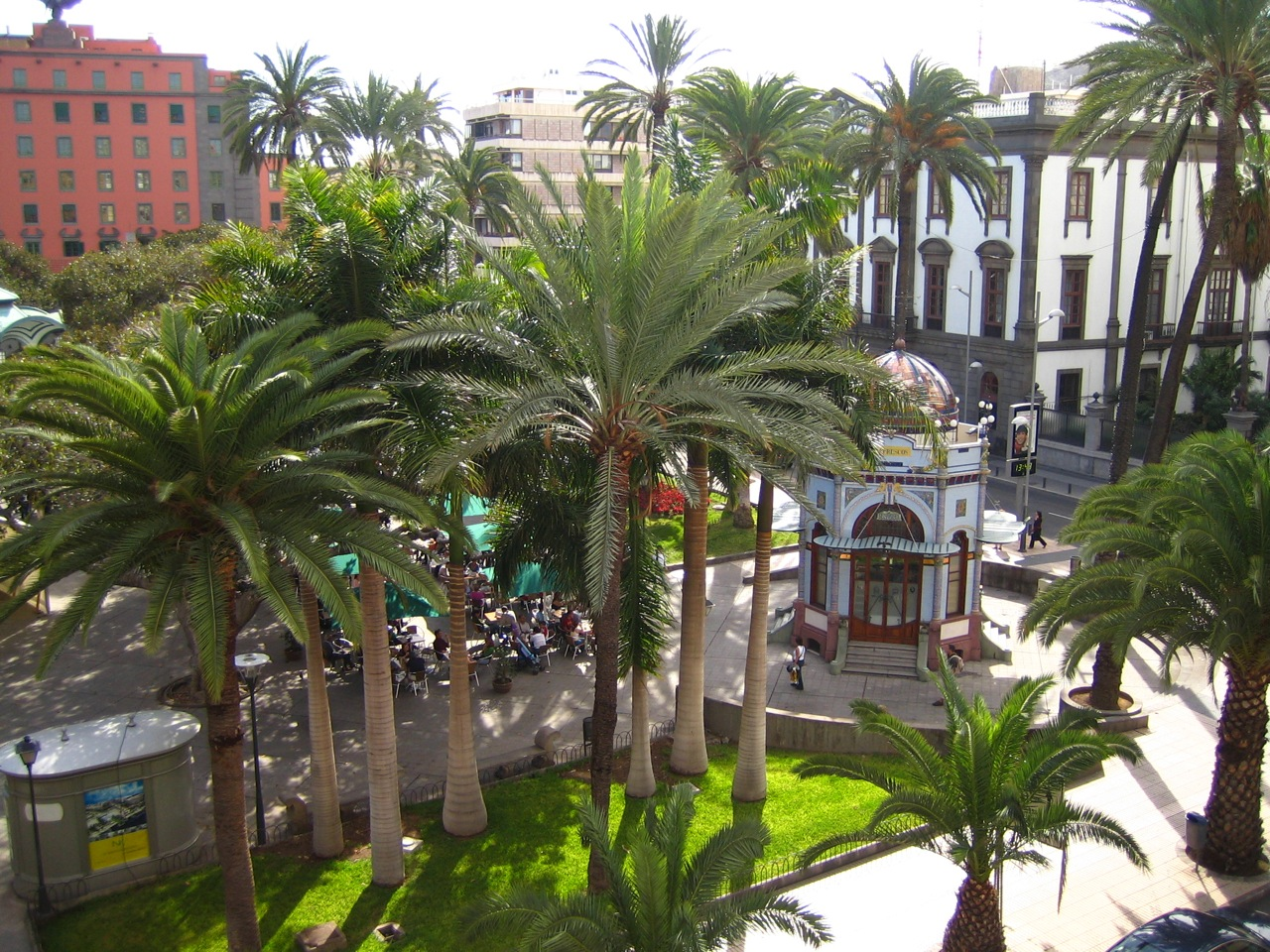
Parque de San Telmo, Las Palmas de Gran Canaria

- Danzica
- Genova
- Martinsicuro
- Rabat
- Praia
- Vigo
- Xiamen